# Tu te ne vai/Domani penserai a me
Tu te ne vai / Domani penserai a me è il sesto singolo su 7" de I Delfini pubblicato nel 1966 dalla CDB.

## Tracce
Lato A
1. Tu te ne vai

Lato B
1. Domani penserai a me

## Accrediti
Scritto da Alfredo Cristaudo, Ettore Ballotta, Sergio Magri